# Sosnówka (Neder-Silezië)
Sosnówka (Duits:Seidorf) is een dorp in het Poolse woiwodschap Neder-Silezië, in het district Jeleniogórski. De plaats maakt deel uit van de gemeente Podgórzyn en is gelegen in het Reuzengebergte, ongeveer 9 kilometer ten zuiden van Jelenia Góra en 99 kilometer ten westen van Wrocław.

## Geschiedenis
Door de eeuwen heen heeft Sosnówka diverse naamswijzigingen gehad. Tevens kwam (aan het einde van de Tweede Wereldoorlog) in 1945 Seidorf onder Pools bestuur en werd omgedoopt tot Drewnica. De Duitse bevolking werd verdreven naar het Duitse grondgebied ten westen van de rivieren Oder en Neisse. Pas in maart 1946 werd de huidige naam aangenomen.
- 1305 Seydorf
- 1383 Sendorf
- 1747 Seydorff
- 1875 Seidorf
- 1945 Drewnica (inmiddels onder Pools bestuur)
- 1946 Sosnówka